# Sebastián Donadío
Sebastián Donadío (* 5. Januar 1972 in Buenos Aires) ist ein argentinischer Bahnradsportler, spezialisiert auf Zweier-Mannschaftsfahren.
Seit 1990 ist Sebastián Donadío im Leistungsradsport aktiv. In den Europa startete er hauptsächlich bei Sechstagerennen; zwei davon konnte er gewinnen: 2005 in Turin mit Marco Villa und 2009 in Cremona mit Walter Pérez. Mehrfach wurde er argentinischer Meister: 2009 im Scratch und im Zweier-Mannschaftsfahren mit Sebastián Cancio und zuletzt im September 2010 im Madison (Zweier-Mannschaftsfahren) mit Walter Perez.
Sebastián Donadío stammt aus einer radsportbegeisterten Familie. Schon sein Großvater fuhr Rennen, als die Familie noch in Italien lebte. Sein Vater Eduardo ist Radsportler, ebenso seine Geschwister; seine Schwester Daniela war 1994 argentinische Straßenmeisterin. Gemeinsam betreibt die Familie in Buenos Aires die Radsportakademie „Escuela de ciclismo“. Dreimal wurde Donadío von argentinischen Sportjournalisten zum "Radsporttrainer des Jahres" gewählt.
Sebastián Donadío ist studierter Jurist. Er tritt auch als Musiker unter dem Namen „Seba - El ciclista cantante“ auf. 2010 erschien seine erste CD.